# 현대문학상
현대문학상(現代文學賞)은 월간지 현대문학에서 제정하여 시·소설·희곡·비평 부문에서 각각 우수한 작품에 수여하는 문학상이다. 1956년 제1회를 시작으로 매년 수상하며, 한국을 대표하는 문학상 가운데 하나이다.

## 역대 수상자 및 수상작품
| 수상년           | 부문 | 수상자        | 수상작품명                                                                           |
| ---------------- | ---- | ------------- | ------------------------------------------------------------------------------------ |
| 제1회（1956년）  | 시   | 김구용        | 「잃어버린 姿勢」「그네의 微笑」                                                     |
| 제1회（1956년）  | 소설 | 손창섭        | 「血書」「未解決의 章」「人間動物園抄」                                              |
| 제2회（1957년）  | 시   | 박재삼        | 「春香이 마음」                                                                      |
| 제2회（1957년）  | 소설 | 김광식        | 「二一三號 住宅」                                                                    |
| 제2회（1957년）  | 평론 | 최일수        | 「현대문학의 근본특질」                                                              |
| 제3회（1958년）  | 시   | 이수복        | 「꽃씨」외                                                                           |
| 제3회（1958년）  | 소설 | 박경리        | 「不信時代」「玲珠와 고양이」                                                        |
| 제3회（1958년）  | 희곡 | 김양수        | 「민족문학 확립의 자세」                                                             |
| 제4회（1959년）  | 시   | 구자운        | 「異香二首」「墓碑名」                                                               |
| 제4회（1959년）  | 소설 | 이범선        | 「갈매기」「死亡保留」                                                               |
| 제4회（1959년）  | 희곡 | 임희재        | 『꽃잎을 먹고 사는 기관차』                                                          |
| 제4회（1959년）  | 평론 | 유종호        | 「비평의 반성」「산문정신고」                                                        |
| 제5회（1960년）  | 시   | 정공채        | 「石炭」「自由」                                                                     |
| 제5회（1960년）  | 소설 | 서기원        | 「孕胎期」「오늘과 내일」                                                            |
| 제5회（1960년）  | 희곡 | 오학영        | 「深淵의 다리」「抗拒」                                                              |
| 제5회（1960년）  | 평론 | 김상일        | 「近代詩人論」                                                                       |
| 제6회（1961년）  | 시   | 김상억        | 「秘敎錄序」                                                                         |
| 제6회（1961년）  | 소설 | 오유권        | 「異域의 山莊」                                                                      |
| 제6회（1961년）  | 평론 | 원형갑        | 「해석적 비평의 길」                                                                 |
| 제7회（1962년）  | 시   | 이종학        | 「피의 꿈속에서」                                                                    |
| 제7회（1962년）  | 소설 | 이호철        | 「板門店」                                                                           |
| 제8회（1963년）  | 시   | 박봉우        | 「四月의 火曜日」                                                                    |
| 제8회（1963년）  | 소설 | 권태웅        | 「假主人散調」                                                                       |
| 제9회（1964년）  | 소설 | 한말숙        | 「흔적」「광대 김서방」                                                              |
| 제9회（1964년）  | 평론 | 문덕수        | 「전통론을 위한 각서」「신라정신의 영원성과 현실성」                                 |
| 제10회（1965년） | 시   | 박성룡        | 「東洋畵集」외                                                                       |
| 제10회（1965년） | 소설 | 이문희        | 장편『墨麥』                                                                         |
| 제11회（1966년） | 시   | 이성교        | 시집『山吟歌』                                                                       |
| 제11회（1966년） | 소설 | 이광숙        | 「卓子의 位置」「賭博師」                                                            |
| 제11회（1966년） | 평론 | 천이두        | 「한국단편소설론」                                                                   |
| 제12회（1967년） | 소설 | 최상규        | 「下午의 巡遊」「寒春無事」                                                          |
| 제13회（1968년） | 시   | 황동규        | 「四行詩抄」외                                                                       |
| 제13회（1968년） | 소설 | 정을병        | 「아데나이의 碑銘」                                                                  |
| 제13회（1968년） | 희곡 | 오혜령        | 「인간적인 진실로 인간적인」                                                         |
| 제14회（1969년） | 시   | 김후란        | 시집『粧刀와 薔薇』                                                                  |
| 제14회（1969년） | 소설 | 송상옥        | 「熱病」                                                                             |
| 제15회（1970년） | 시   | 이성부        | 시집『李盛夫 詩集』                                                                  |
| 제15회（1970년） | 소설 | 유현종        | 「유다 行傳」                                                                        |
| 제15회（1970년） | 평론 | 홍기삼        | 「주제의 변천」「전위예술론」                                                        |
| 제16회（1971년） | 시   | 유경환        | 「겨울 저녁 바다」                                                                   |
| 제16회（1971년） | 소설 | 박순녀        | 「어떤 巴里」                                                                        |
| 제16회（1971년） | 평론 | 이유식        | 「한국소설론」                                                                       |
| 제17회（1972년） | 시   | 김영태        | 「鉛筆畵 몇점」                                                                      |
| 제17회（1972년） | 소설 | 최인호        | 「處世術槪論」「他人의 房」                                                          |
| 제17회（1972년） | 희곡 | 오태석        | 「移植手術」                                                                         |
| 제17회（1972년） | 평론 | 김교선        | 「東仁 문학의 근대성의 저변 」                                                       |
| 제18회（1973년） | 시   | 박재릉        | 시집『밤과 蓮花와 上院寺』                                                           |
| 제18회（1973년） | 소설 | 송기숙        | 창작집『白衣民族』                                                                   |
| 제18회（1973년） | 평론 | 김윤식        | 「식민지문학의 상흔과 그 극복」                                                      |
| 제19회（1974년） | 시   | 김광협        | 시집『千波萬波』                                                                     |
| 제19회（1974년） | 소설 | 이제하        | 창작집『草食』                                                                       |
| 제19회（1974년） | 희곡 | 윤대성        | 「奴婢文書」                                                                         |
| 제19회（1974년） | 평론 | 김영기        | 평론집『한국문학과 전통』                                                            |
| 제20회（1975년） | 시   | 강우식        | 시집『四行詩抄』                                                                     |
| 제20회（1975년） | 소설 | 김원일        | 「잠시 눕는 풀」「波羅庵」                                                           |
| 제20회（1975년） | 평론 | 김운학        | 「현대불교문학론」「한국적 테마론」                                                  |
| 제21회（1976년） | 시   | 문정희        | 시극집『새떼』                                                                       |
| 제21회（1976년） | 소설 | 김문수        | 창작집『聖痕』                                                                       |
| 제21회（1976년） | 평론 | 윤재근        | 「시정신과 그 비극성」「李箱의 시사적 위치」                                         |
| 제22회（1977년） | 시   | 최원규        | 연작시집『비 속에서』                                                                |
| 제22회（1977년） | 소설 | 전상국        | 「私刑」「껍데기 벗기」                                                              |
| 제22회（1977년） | 평론 | 이선영        | 평론집『상황의 문학』                                                                |
| 제23회（1978년） | 시   | 함혜련        | 시집『강물이 되어 바다가 되어』                                                      |
| 제23회（1978년） | 소설 | 이세기        | 「離別의 方式」                                                                      |
| 제23회（1978년） | 희곡 | 윤조병        | 「참새와 機關車」                                                                    |
| 제23회（1978년） | 평론 | 김용직        | 「대중사회와 시의 길」                                                               |
| 제24회（1979년） | 시   | 박제천        | 연작시「心法」                                                                       |
| 제24회（1979년） | 소설 | 김국태        | 「우리 교실의 傳說」                                                                 |
| 제24회（1979년） | 희곡 | 이현화        | 장막「우리들끼리만의 한 번」                                                         |
| 제24회（1979년） | 평론 | 조병무        | 평론집『가설의 옹호』                                                                |
| 제25회（1980년） | 시   | 임성숙        | 시집『소금장수 이야기』                                                              |
| 제25회（1980년） | 소설 | 유재용        | 「두고 온 사람」「호도나무골 傳說」                                                  |
| 제25회（1980년） | 희곡 | 이재현        | 희곡집『李仲燮』                                                                     |
| 제25회（1980년） | 평론 | 정창범        | 「朴木月의 시적변용」                                                                |
| 제26회（1981년） | 시   | 김혜숙        | 시집『豫感의 새』                                                                    |
| 제26회（1981년） | 소설 | 김용운        | 「山行」                                                                             |
| 제26회（1981년） | 평론 | 김현          | 평론집『문학과 유토피아』                                                            |
| 제27회（1982년） | 시   | 오규원        | 시집『이 땅에 씌어지는 서정시』                                                      |
| 제27회（1982년） | 소설 | 조정래        | 「流刑의 땅」                                                                        |
| 제27회（1982년） | 희곡 | 홍승주        | 희곡집『목마른 太陽』                                                                |
| 제27회（1982년） | 평론 | 김치수        | 「일상언어와 문학언어」「朴景利 <土地> 분석」                                        |
| 제28회（1983년） | 시   | 김종해        | 「賤奴 일어서다」                                                                    |
| 제28회（1983년） | 소설 | 윤흥길        | 장편『완장』                                                                         |
| 제28회（1983년） | 평론 | 김병익        | 평론집『지성과 문학』                                                                |
| 제29회（1984년） | 시   | 이승훈        | 시집『事物들』                                                                       |
| 제29회（1984년） | 소설 | 김용성        | 장편『도둑일기』                                                                     |
| 제29회（1984년） | 평론 | 박철희        | 「근대시 형식과 조선시 논의」평론집『서정과 인식』                                   |
| 제30회（1985년） | 시   | 김원호        | 시집『행복한 잠』                                                                    |
| 제30회（1985년） | 소설 | 홍성원        | 장편『마지막 偶像』                                                                  |
| 제30회（1985년） | 평론 | 김시태        | 평론집『문학과 삶의 성찰』                                                           |
| 제31회（1986년） | 시   | 김석규        | 시집『저녁 혹은 패주자의 퇴로』                                                      |
| 제31회（1986년） | 소설 | 이동하        | 「폭력요법」「폭력연구」                                                             |
| 제32회（1987년） | 시   | 이수익        | 시집『단순한 기쁨』                                                                  |
| 제32회（1987년） | 소설 | 송영          | 「친구」「보행규칙 위반자」외                                                        |
| 제32회（1987년） | 희곡 | 오태영        | 「전쟁」「트로이얀 테바이」                                                          |
| 제32회（1987년） | 평론 | 박동규        | 「한국소설의 전개」                                                                  |
| 제33회（1988년） | 시   | 김형영        | 시집『다른 하늘이 열릴 때』                                                          |
| 제33회（1988년） | 소설 | 한승원        | 장편『갯비나리』                                                                     |
| 제33회（1988년） | 희곡 | 김숙현        | 「젊은 왕자의 무덤」                                                                 |
| 제33회（1988년） | 평론 | 김재홍        | 평론집『현대시와 열린 정신』                                                         |
| 제34회（1989년） | 시   | 박정만        | 「다 가고」외                                                                        |
| 제34회（1989년） | 소설 | 손영목        | 「바다가 부르는 소리」「밀랍인형들의 집」                                            |
| 제34회（1989년） | 평론 | 조남현        | 평론집『삶과 문학적 인식』                                                           |
| 제35회（1990년） | 시   | 이건청        | 시집『하이에나』                                                                     |
| 제35회（1990년） | 소설 | 현길언        | 「司祭와 祭物」                                                                      |
| 제35회（1990년） | 평론 | 권영민        | 「월북문인연구」                                                                     |
| 제36회（1991년） | 시   | 황지우        | 시집『게눈 속의 연꽃』                                                               |
| 제36회（1991년） | 소설 | 한수산        | 「타인의 얼굴」                                                                      |
| 제36회（1991년） | 평론 | 이동하        | 평론집『혼돈 속의 항해』                                                             |
| 제37회（1992년） | 시   | 강은교        | 「그대의 들」 외                                                                     |
| 제37회（1992년） | 소설 | 이문열        | 「시인과 도둑」장편『시인』                                                          |
| 제37회（1992년） | 평론 | 이남호        | 「비유법 그리고 고통 혹은 절망의 양식」「현실에 대한 관찰과 존재에 대한 통찰」       |
| 제38회（1993년） | 시   | 임영조        | 시집『갈대는 배후가 없다』                                                           |
| 제38회（1993년） | 소설 | 박완서        | 「꿈꾸는 인큐베이터」                                                                |
| 제38회（1993년） | 평론 | 이상옥        | 평론집『이효석―문학과 생애』                                                         |
| 제39회（1994년） | 시   | 조정권        | 「튀빙겐 가는 길」                                                                   |
| 제39회（1994년） | 소설 | 윤후명        | 「별을 사랑하는 마음으로」                                                           |
| 제39회（1994년） | 평론 | 신동욱        | 평론집『우리 시의 짜임과 역사적 인식』                                               |
| 제40회（1995년） | 시   | 정현종        | 「내 어깨 위의 호랑이」                                                              |
| 제40회（1995년） | 소설 | 신경숙        | 「깊은 숨을 쉴 때마다」                                                              |
| 제41회（1996년） | 시   | 김초혜        | 「만월」외 4편                                                                       |
| 제41회（1996년） | 소설 | 양귀자        | 「곰 이야기」                                                                        |
| 제41회（1996년） | 평론 | 오생근        | 평론「숨결과 웃음의 시학」                                                           |
| 제42회（1997년） | 시   | 홍신선        | 「해, 늦저녁 해」                                                                    |
| 제42회（1997년） | 소설 | 이순원        | 「은비령」                                                                           |
| 제42회（1997년） | 평론 | 홍정선        | 평론「맥락의 독서와 비평」                                                           |
| 제43회（1998년） | 시   | 천양희        | 「오래된 골목」외 4편                                                                |
| 제43회（1998년） | 소설 | 윤대녕        | 「빛의 걸음걸이」                                                                    |
| 제43회（1998년） | 평론 | 도정일        | 평론「우리는 모르는 것을 경배하나니」                                                |
| 제44회（1999년） | 시   | 장석남        | 「마당에 배를 매다」외 6편                                                           |
| 제44회（1999년） | 소설 | 김영하        | 「당신의 나무」                                                                      |
| 제44회（1999년） | 평론 | 성민엽        | 평론「불의 체험과 그 기록」                                                          |
| 제45회（2000년） | 시   | 김명인        | 「그 등나무꽃 그늘 아래」외 6편                                                      |
| 제45회（2000년） | 소설 | 김인숙        | 「개교기념일」                                                                       |
| 제45회（2000년） | 평론 | 정과리        | 「유령들의 전쟁」「죽음 옆의 삶, 삶 안의 죽음」                                      |
| 제46회（2001년） | 시   | 김기택        | 「불룩한 자루」외 6편                                                                |
| 제46회（2001년） | 소설 | 마르시아스 심 | 「美」                                                                               |
| 제46회（2001년） | 평론 | 남진우        | 「행복의 시학, 유출의 수사학」                                                       |
| 제47회（2002년） | 시   | 최승호        | 「두엄」 외 6편                                                                      |
| 제47회（2002년） | 소설 | 이혜경        | 「고갯마루」                                                                         |
| 제47회（2002년） | 평론 | 류보선        | 「두 개의 성장과 그 의미-『외딴방』과 『새의 선물 』에 대한 단상」                   |
| 제48회（2003년） | 시   | 나희덕        | 「마른 물고기처럼」 외 5편                                                           |
| 제48회（2003년） | 소설 | 조경란        | 「좁은 문」                                                                          |
| 제48회（2003년） | 평론 | 이광호        | 「굿바이! 휴먼-탈내향적 일인칭 화자의 정치성」                                       |
| 제49회（2004년） | 시   | 김선우        | 「피어라, 석유!」 외 6편                                                             |
| 제49회（2004년） | 소설 | 성석제        | 「내 고운 벗님」                                                                     |
| 제49회（2004년） | 평론 | 권오룡        | 「비하(飛下/卑下)의 상상력이 우리에게 묻는 것-배수아의 『일요일 스키야키 식당』」    |
| 제50회（2005년） | 시   | 김사인        | 「노숙」 외 5편                                                                      |
| 제50회（2005년） | 소설 | 윤성희        | 「유턴지점에 보물지도를 묻다」                                                       |
| 제50회（2005년） | 평론 | 김영찬        | 「한국문학의 증상들 혹은 리얼리즘이라는 독법」                                       |
| 제51회（2006년） | 시   | 박상순        | 「목화밭 지나서 소년은 가고」 외 5편                                                 |
| 제51회（2006년） | 소설 | 정이현        | 「삼풍백화점」                                                                       |
| 제51회（2006년） | 평론 | 황종연        | 「민주화 이후의 정치와 문학―고은 『만인보』의 민중-민족주의 비판」                   |
| 제52회（2007년） | 시   | 최정례        | 「그녀의 입술을 따스하고 당신의 것은 차거든」외 4편                                  |
| 제52회（2007년） | 소설 | 이승우        | 「전기수傳奇叟 이야기」                                                              |
| 제52회（2007년） | 평론 | 복도훈        | 「축생, 시체, 자동인형ㅡ2000년대 젊은 작가들의 소설에 등장한 캐릭터와 신(新)인류학」 |
| 제53회（2008년） | 시   | 이성복        | 「기파랑을 기리는 노래―나무인간 강판권」외 6편                                       |
| 제53회（2008년） | 소설 | 김경욱        | 「99%」                                                                              |
| 제53회（2008년） | 희곡 | 김미현        | 「수상한 소설들―한국 소설의 이기적 유전자」                                          |
| 제54회（2009년） | 시   | 마종기        | 「파타고니아의 양」외 6편                                                            |
| 제54회（2009년） | 소설 | 하성란        | 「알파의 시간」                                                                      |
| 제55회（2010년） | 시   | 고형렬        | 「옥수수수염귀뚜라미의 기억」외 5편                                                  |
| 제55회（2010년） | 소설 | 박성원        | 「얼룩」                                                                             |
| 제55회（2010년） | 평론 | 심진경        | 「김애란을 다시 읽는다」                                                             |
| 제56회（2011년） | 시   | 진은영        | 「그 머나먼」외 6편                                                                  |
| 제56회（2011년） | 소설 | 전경린        | 「강변마을」                                                                         |
| 제57회（2012년） | 시   | 김소연        | 「오키나와, 튀니지, 프랑시스 잠」외 7편                                              |
| 제57회（2012년） | 소설 | 전성태        | 「낚시하는 소녀」                                                                    |
| 제57회（2012년） | 평론 | 박혜경        | 「일상의 정치학」                                                                    |
| 제58회（2013년） | 시   | 이근화        | 「한밤의 우리가」외 6편                                                              |
| 제58회（2013년） | 소설 | 김숨          | 「그 밤의 경숙」                                                                     |
| 제59회（2014년） | 시   | 허연          | 「북회귀선에서 온 소포」외 7편                                                       |
| 제59회（2014년） | 소설 | 황정은        | 「양의 미래」                                                                        |
| 제59회（2014년） | 평론 | 신형철        | 「2000년대 시의 유산과 그 상속자들」                                                 |
| 제60회（2015년） | 시   | 이기성        | 「굴 소년의 노래」외 5편                                                             |
| 제60회（2015년） | 소설 | 편혜영        | 「소년이로少年易老」                                                                 |
| 제61회（2016년） | 시   | 김경후        | 「잉어가죽 구두」외 5편                                                              |
| 제61회（2016년） | 소설 | 김채원        | 「베를린 필」                                                                        |
| 제61회（2016년） | 평론 | 박상수        | 「기대가 사라져버린 세대의 무기력과 희미한 전능감에 관하여」                         |
| 제62회（2017년） | 시   | 임승유        | 「휴일」외 7편                                                                       |
| 제62회（2017년） | 소설 | 김금희        | 「체스의 모든 것」                                                                   |
| 제62회（2017년） | 평론 | 장은정        | 「지켜내는 반복-2010년대 시를 향한 하나의 각도」                                     |
| 제63회（2018년） | 시   | 황인숙        | 〈간발〉 외 5편                                                                      |
| 제63회（2018년） | 소설 | 김성중        | 〈상속〉                                                                             |
| 제64회（2019년） | 시   | 안미옥        | 「지정석」                                                                           |
| 제64회（2019년） | 소설 | 박민정        | 「모르그 디오리마」                                                                  |
| 제65회（2020년） | 시   | 백수린        | 「아직 집에는 가지 않을래요」                                                        |
| 제65회（2020년） | 소설 | 유희경        | 「교양 있는 사람」                                                                   |
| 제66회（2021년） | 시   | 황인찬        | 「이미지 사진」                                                                      |
| 제66회（2021년） | 소설 | 최은미        | 「여기 우리 마주」                                                                   |
| 제67회（2022년） | 시   | 이제니        | 「발견되는 춤으로부터」                                                              |
| 제67회（2022년） | 소설 | 정소현        | 「그때 그 마음」                                                                     |
| 제68회（2023년） | 시   | 황유원        | 「하얀 사슴 연못」                                                                   |
| 제68회（2023년） | 소설 | 안보윤        | 「어떤 마음」                                                                        |
| 제69회（2024년） | 시   | 김복희        | 내 이름을 부르는 소리                                                                |
| 제69회（2024년） | 소설 | 정영수        | 「미래의 조각」                                                                      |